# Сисоєв Сергій Олександрович
Сисоєв Сергій Олександрович (20 квітня 1997, м. Зміїв, Чугуївський район, Харківська область — 15 червня 2022,Херсонська область) — український військовослужбовець, старшина 2 статті, учасник російсько-української війни, що загинув у ході російського вторгнення в Україну у 2022 році.  

## Життєпис
Народився 20 квітня 1997 року в м. Змієві Чугуївського району на Харківщині.
Учасник Революції гідності. Учасник харківського Євромайдану. У березні 2014 року, разом з «Правим сектором» брав активну участь в боях на Римарській вулиці в м. Харкові, а також у Харківському Євромайдані. Незадовго до цього, разом з побратимами, блокував автобуси в м. Змієві, які 22 лютого прямували до Харкова на з'їзд «Партії регіонів». 
В першій половині 2014 року брав участь в становленні батальйону «Азов», а також проходив навчання у м. Валки Харківської області. Згодом, патрулював і забезпечував громадський порядок на Південному вокзалі м. Харкова в складі ГФ спецпідрозділу «Хорт». Також був членом громадської організації «Координаційний центр громадської безпеки України». 
У 2015—2016 роках брав участь у підготовці бійців батальйонів «Айдар» та «Донбас» на Металісті, співпрацював з «Правим сектором» та громадською організацією «Сотня Лева». 
Був активним учасником одного з перших волонтерських центрів на Харківщині. Разом з цим постійно відточував військове мистецтво з інструкторами громадської організації «Український легіон». 
В 2017 році був призваний до складу ССО ЗС України. Старшина 2 статті, старший оператор з озброєння 73 МЦСпО, в складі якого проходив військову службу за контрактом з 2017 по 2022 рік. Протягом чотирьох років був учасником АТО/ООС. За час війни брав участь в обороні міст Маріуполя, Попасної, Миколаєва та інших. 
За час служби закінчив навчальний підрозділ за спеціальністю «розвідник», пройшов курси закордонних партнерів та курси парамедиків, також курси бойового плавця, гірську підготовку, повітряну десантну підготовку та здійснив 20 стрибків з парашутом, в тому числі і на воду. Був професійним військовим водолазом (здійснював стрибки у воду по штурмовому з гелікоптера, абордажні дії на воді), добре володів різною зброєю, захоплювався снайперською діяльністю, брав участь у сумісних навчаннях з СБУ, неодноразово представляв військову частину на чемпіонатах з рукопашного бою та інших змаганнях. Майстер спорту України з кікбоксингу.
Залишилась сім'я, дружина та малолітня донька. Дружина пише вірші.
Загинув 15 червня 2022 року під час виконання завдань за призначенням в Херсонській області.

## Нагороди
- орден «За мужність» III ступеня (2022) — за особисту мужність і самовіддані дії, виявлені у захисті державного суверенітету та територіальної цілісності України, вірність військовій присязі[4].

## Вшанування пам'яті
На початку серпня 2022 року, Зміївська міська рада запросила жителів громади, в період з 5 серпня по 5 жовтня 2022 року, взяти участь в обговоренні пропозиції присвоєння Комунальному закладу «Зміївська дитячо-юнацька спортивна школа» імені захисника України Сергія Олександровича Сисоєва.